# Головко, Григорий Владимирович
Григо́рий Влади́мирович Головко́ (30 сентября [13 октября] 1900, Дибровка Миргородского уезда Полтавской губернии — 31 октября 1982, Киев) — украинский советский архитектор, искусствовед. Академик Академии строительства и архитектуры УССР (с 1958 года). Заслуженный строитель УССР (с 1960 года). Заслуженный архитектор УССР (с 1970 года). Лауреат Государственной премии УССР в области науки и техники (1971).

## Биография
Родился 30 сентября (13 октября) 1900 года в селе Дибровка Миргородского уезда Полтавской губернии в крестьянской семье.
В 1935 году окончил архитектурный факультет Киевского инженерно-строительного института. Участвовал в раскулачивании крестьян. В 1937—1974 годах был председателем Союза архитекторов УССР. О его работе на посту главы Союза, народный архитектор Украины, главный архитектор Киева (в 1980-х) В. Ежов отозвался следующим образом: 

Не хочу говорить о бывшем руководителе Союза Г. В. Головко как о профессионале (об ушедших в мир иной плохо отзываться не принято). Однако сам факт руководства Союзом в руках одного человека в течение тридцати семи лет (!) нанёс, безусловно, огромный вред развитию архитектуры Украины... Будь Головко крупной творческой личностью, он не смог бы столь долго оставаться у руля Союза, был бы сметён всесильной рукой центральной власти за непослушание или «ошибки»...
В 1936 году в Киеве появилась должность директора (позже начальника) архитектурно-планировочного управления, которая сочеталась с введенной должностью главного архитектора Киева. Первым эту должность в 1936—1939 годах занимал Григорий Головко. Ему было 36 лет, год назад он окончил институт, и практики не имел, но тогда это было нормальным явлением.
Был ответственным редактором журнала «Архитектура Советской Украины», который издавался в 1938—1941 годах.
В 1951 году выбрал Иосифа Каракиса и Якова Штейнберга как объектов для борьбы с космополитизмом. Из-за него Иосиф Каракис был уволен из института. Как вспоминает Почётный член Украинской академии архитектуры, лауреат Государственной премии СССР Авраам Милецкий: 

 Проработки и осуждение «космополитов» проходили повсеместно. Провел их и Союз архитекторов Украины, шельмуя известных и талантливых архитекторов (профессора Якова Штейнберга и упоминаемого мною [доцента] Иосифа Каракиса). Все это проходило в присутствии людей, знавших их творческий потенциал, а руководил позорным действом малограмотный архитектор, бессменный председатель Союза и покорный исполнитель всех поручений партии Григорий Головко
В 1959—1976 годах работал директором Киевского научно-исследовательского института теории, истории и перспективных проблем советской архитектуры. Член-корреспондент Академии архитектуры УССР с 1950 года, действительный член Академии строительства и архитектуры УССР с 1958 года.
Его описывают как завистливого, увёртливого организатора, хитрого мужичонка с лицом, какие тогда носили партийные и советские функционеры, пустым местом в профессиональном плане — творческим импотентом.
Награждён орденами Ленина, Трудового Красного Знамени, медалями.
Умер 31 октября 1982 года в Киеве. Похоронен на Байковом кладбище.

## Творчество
Соавтор проектов послевоенного планирования застройки городов Белая Церковь (Киевская область), Новоград-Волынский (Житомирская область); соавтор станций Киевского метрополитена «Университет» (1960), «Политехнический институт» (1963), «Святошин» (1970), здания Института гидрологии и гидротехники АН УССР в Киеве (1953—1955).
Принимал участие в подготовке энциклопедического издания «История украинского искусства» (в шести томах, 1966—1970). За эту работу вместе с другими учёными 21 декабря 1971 года Григорию Головко присуждена Государственная премия УССР в области науки и техники.
Доктор искусствоведения, профессор Андрей Пучков изучавший творчество Головко в архиве НИИТИАГа отмечал в научном издании: 

Статью в Википедии, посвящённую Головко, стоит переписать в ином наклонении. Скажем, сообщение, мол, Головко был соавтором проектов послевоенного планирования застройки Белой Церкви, Новоград Волынского, станций Киевского метрополитена «Университет» (1960), «Политехнический институт» (1963), «Святошин» (1970), здания Института гидрологии и гидротехники АН УССР в Киеве (1953—1955) должно быть переиначено: приписывал себе соавторство этих и других объектов. Как, впрочем, вписал свою фамилию в те издания Академии строительства и архитектуры и НИИТИАГа, которые в каталоге начинаются с буквы «Г». Какое отношение имел Головко к созданию шеститомной «Історії українського мистецтва» (1960-е), представить трудно, но Госпремию УССР в области науки и техники вместе с М. Бажаном, В. Касияном, Ю. Асеевым, Ю. Турченко, В. Афанасьевым, Ю. Нельговским, П. Жолтовским, В. Заболотным и Я. Затенацким (которые взаправду имели авторское отношение к этому труду) в 1971-м он исправно получил: видимо, за то, что пробивал её через политбюро ЦК КПУ и Совмин — «собі і людям»

## Основные работы
- Станция метро «Университет»
(Авторы: Г. В. Головко, Е. Л. Иванов, М. М. Сыркин, Т. Д. Елигулашвили, Л. Л. Семенюк, О. С. Лозинская, Б. В. Дзбановский, Е. Л. Иванов)
- Станция метро «Политехнический институт»
(Авторы: Г. В. Головко, Б. В. Дзбановский, Е. Л. Иванов, М. М. Сыркин)
- Станция метро «Святошин»
(Авторы: Г. В. Головко, Н. С. Коломиец, М. М. Сыркин)

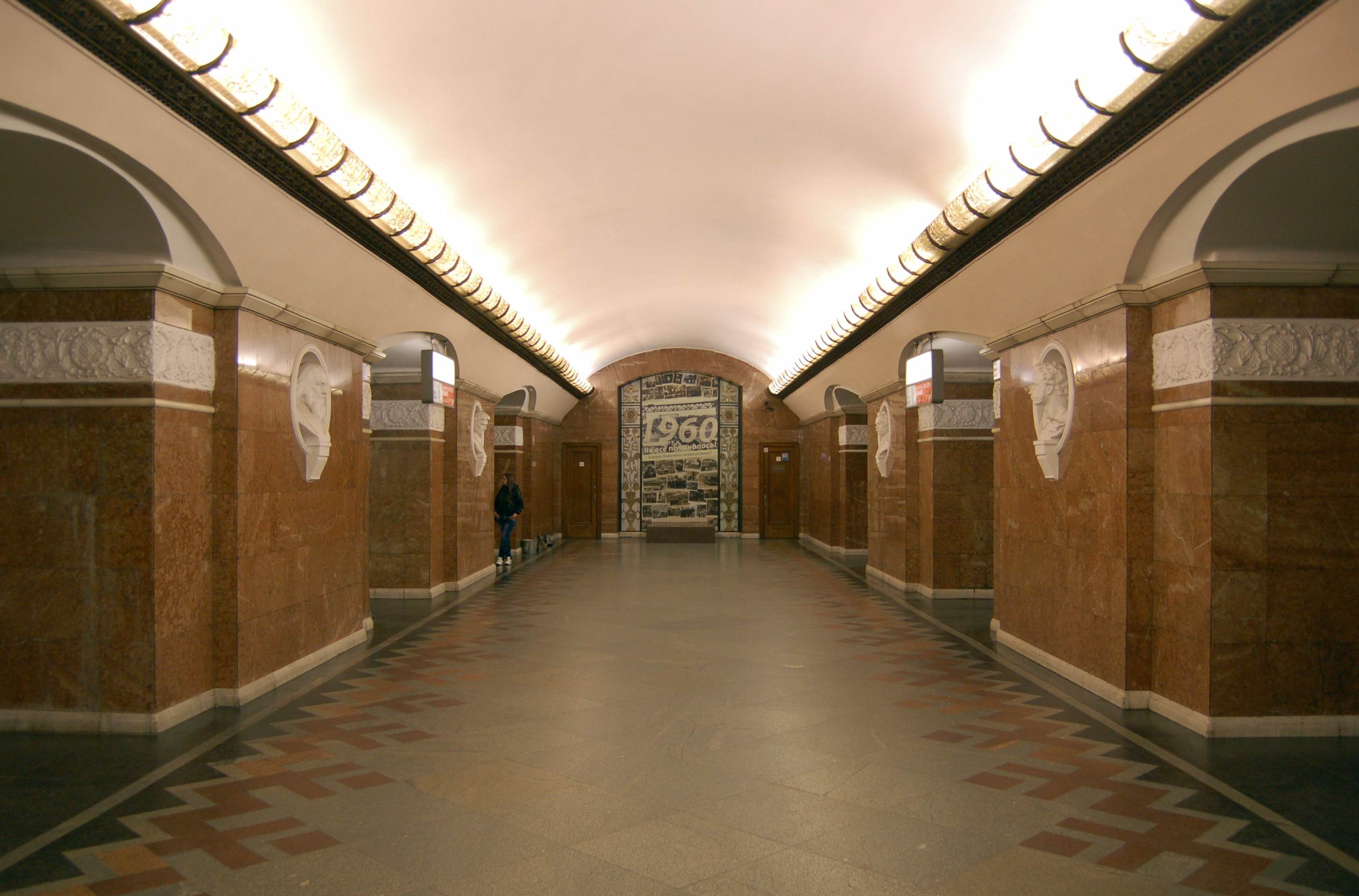
Станция метро «» (Авторы: Г. В. Головко, Е. Л. Иванов, М. М. Сыркин, Т. Д. Елигулашвили, Л. Л. Семенюк, О. С. Лозинская, Б. В. Дзбановский, Е. Л. Иванов)
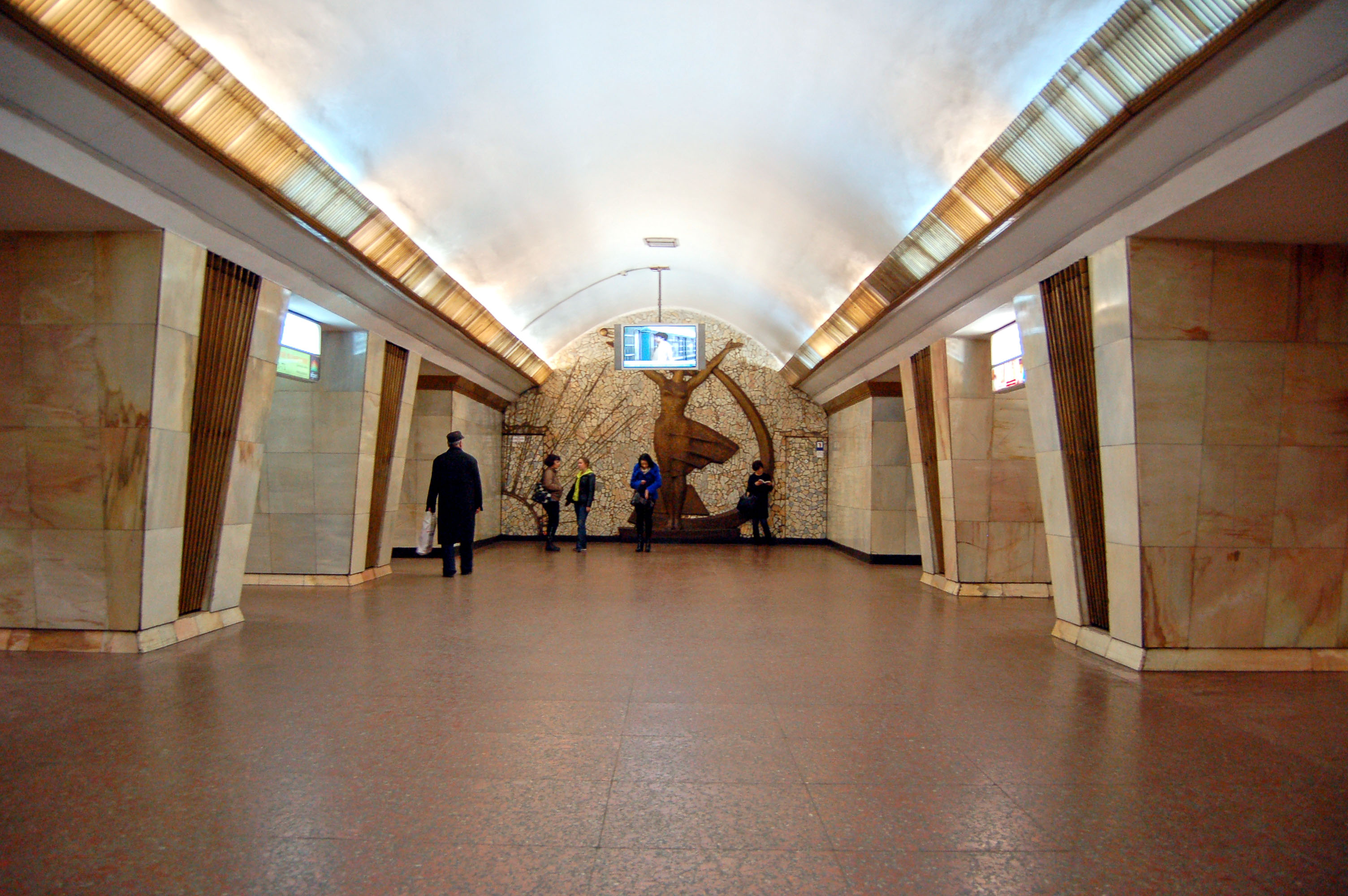
Станция метро «» (Авторы: Г. В. Головко, Б. В. Дзбановский, Е. Л. Иванов, М. М. Сыркин)
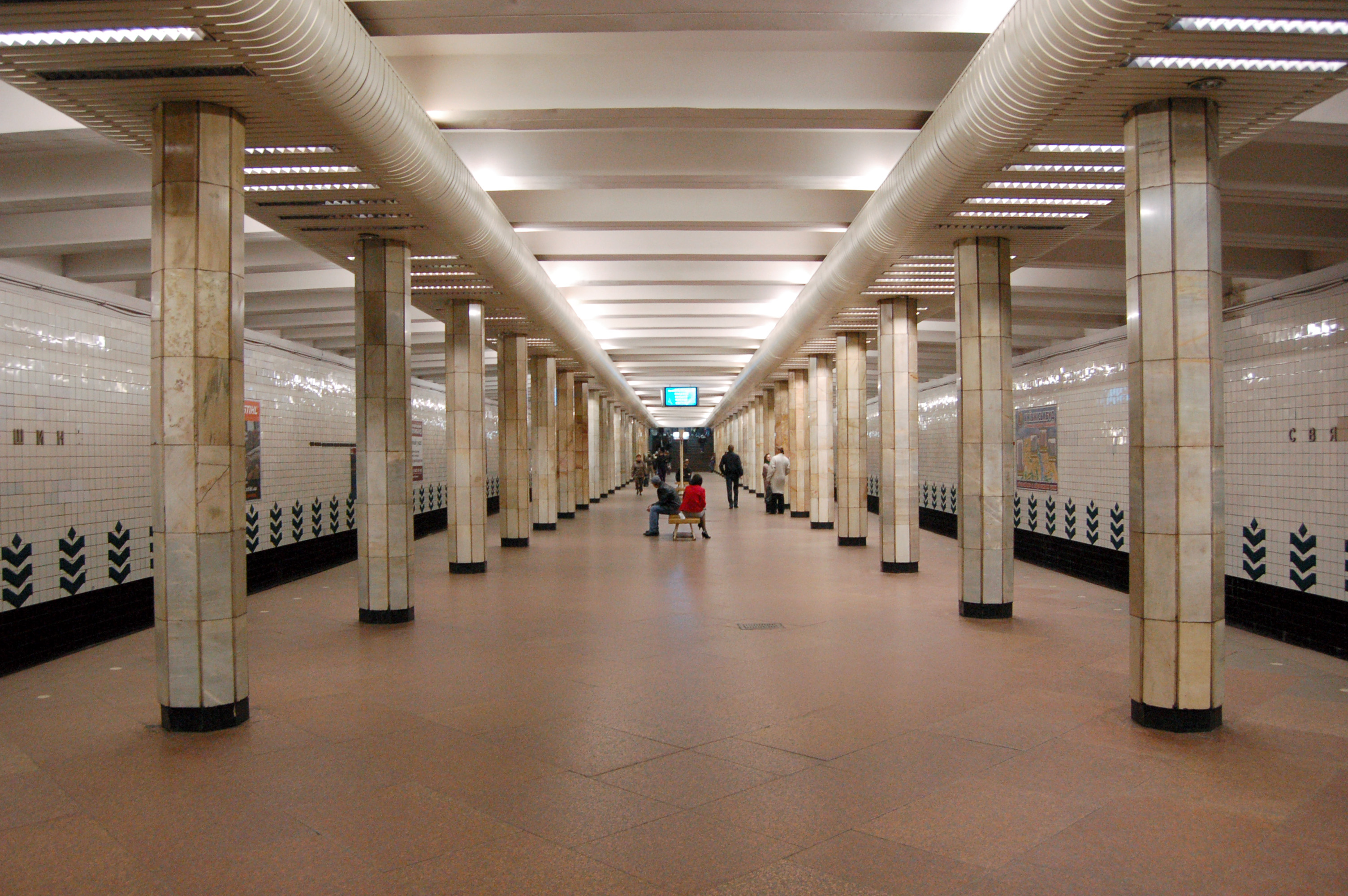
Станция метро «» (Авторы: Г. В. Головко, Н. С. Коломиец, М. М. Сыркин)

При своей работе Г. Головко неофициально использовал труд авторов, имена которых потом не включал в список соавторов. К примеру, в начале 1950-х, он, по ночам (чтобы соседи архитекторы не видели) ходил к Иосифу Каракису, который рисовал для него станции метро. (После истории с «космополитизмом» он называл И. Каракиса «талантливым человеком» и только через пару лет, И. Каракис узнал, что именно Головко был причастен к тому, что его обвинили в «космополитизме»). Для каких именно станций Г. Головко привлекал Каракиса и для чего впоследствии использовалась работа не известно, однако фасад здания станции «Университет» напоминает творческий почерк И. Каракиса.